# Вулька-Прусіцька
Вулька-Прусіцька (пол. Wólka Prusicka) — село в Польщі, у гміні Нова Бжезниця Паєнчанського повіту Лодзинського воєводства.
Населення — 320 осіб (2011).
У 1975-1998 роках село належало до Ченстоховського воєводства.

## Демографія
Демографічна структура станом на 31 березня 2011 року:
|          | Загалом | Допрацездатний вік | Працездатний вік | Постпрацездатний вік |
| -------- | ------- | ------------------ | ---------------- | -------------------- |
| Чоловіки | 164     | 38                 | 112              | 14                   |
| Жінки    | 156     | 33                 | 85               | 38                   |
| Разом    | 320     | 71                 | 197              | 52                   |